# Nhà thờ St Joseph, Zabrze

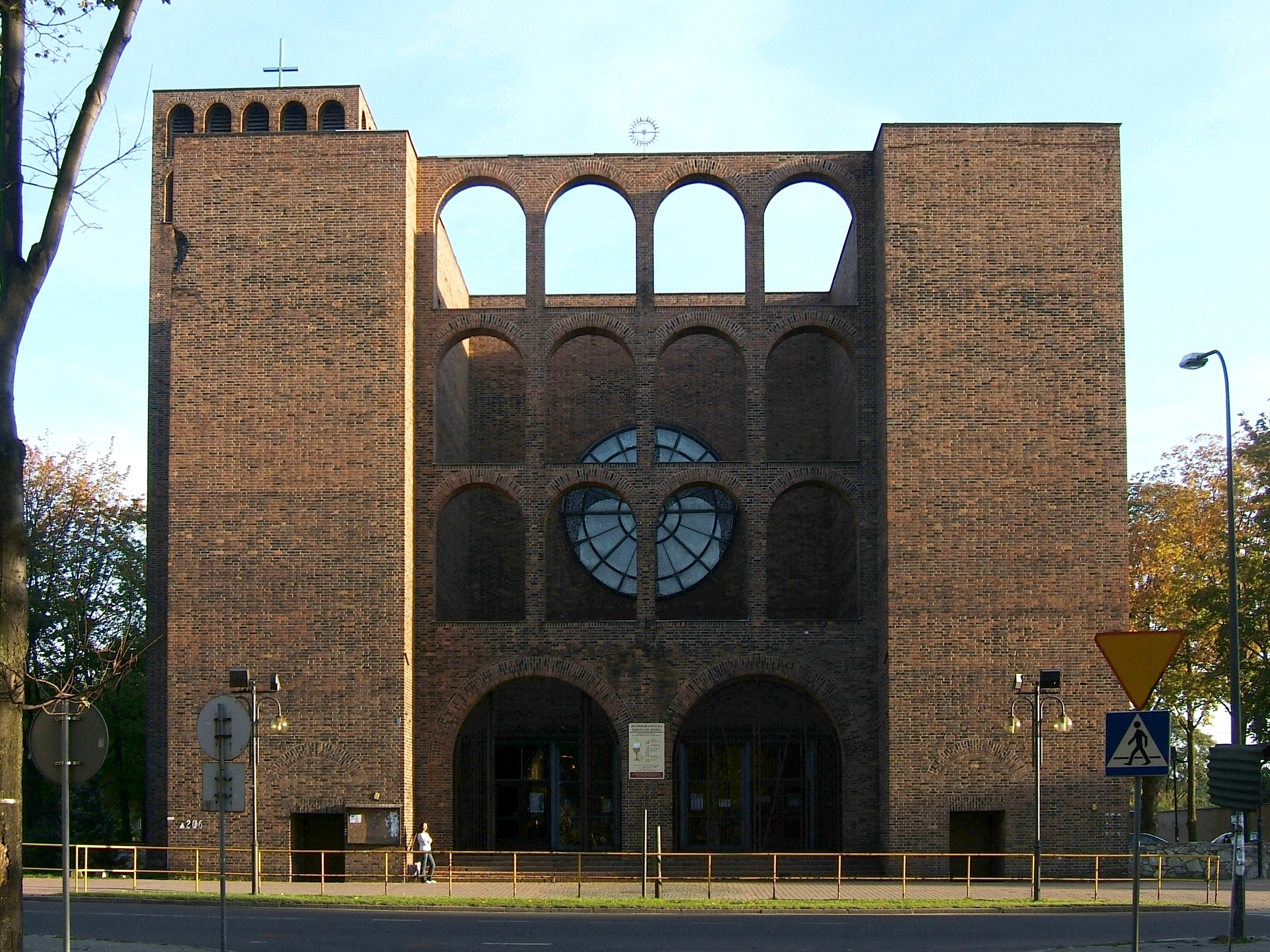
Mặt trước của nhà thờ St. Joseph

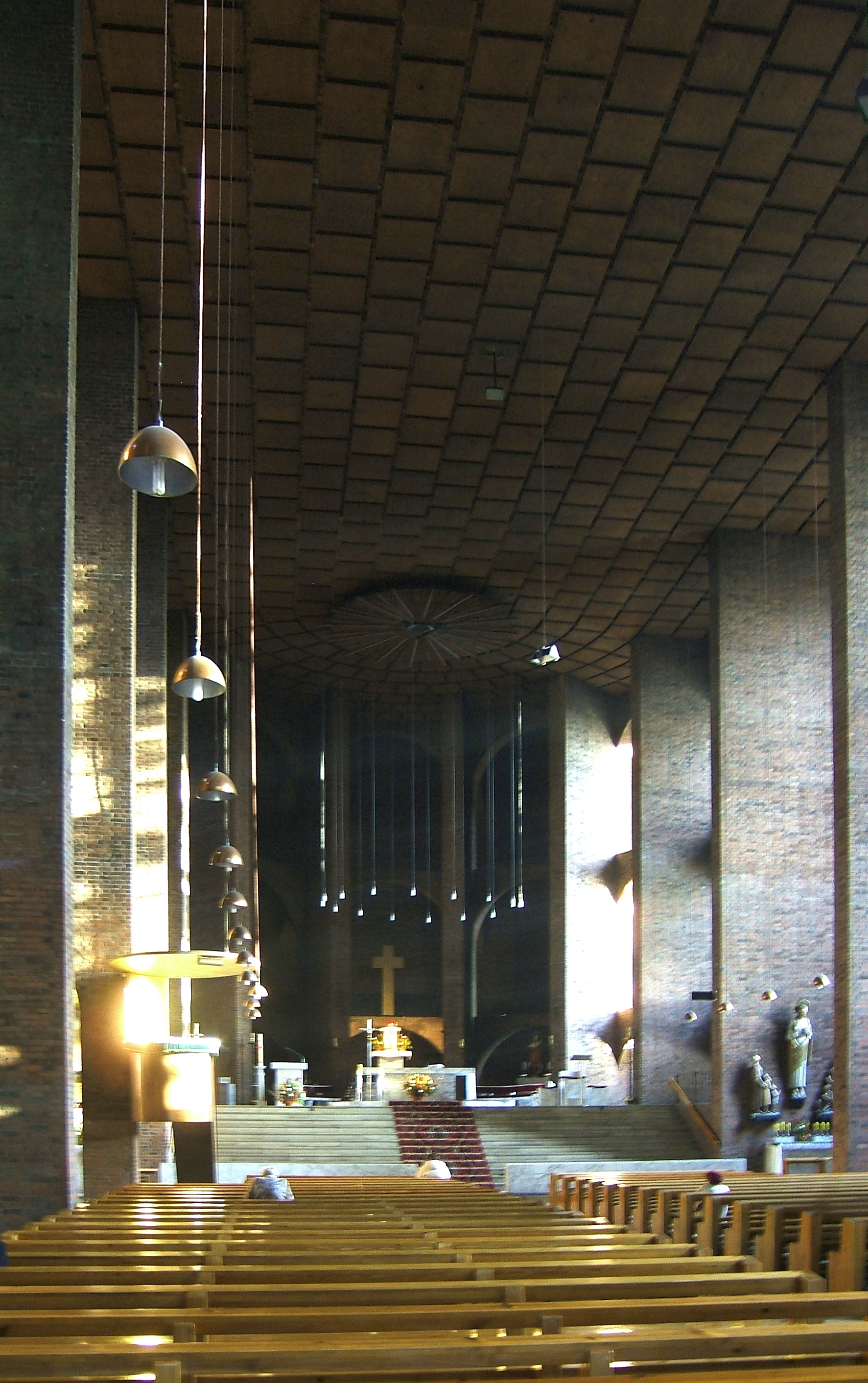
Nội thất

Nhà thờ St.Joseph (tiếng Ba Lan: Kościół więtego Józefa, tiếng Đức: Josefskirche) ở Zabrze là một nhà thờ Công giáo La Mã được xây dựng từ năm 1930-1931 theo phong cách Biểu hiện. Đây là một trong một số tòa nhà Biểu hiện làm bằng gạch được thiết kế bởi Dominikus Böhm (1880-1955). Nó nằm ở phía tây nam của trung tâm Zabrze tại Ulica Franklina Roosevelta 104.

## Lịch sử
Khởi công xây dựng nhà thờ bắt đầu vào ngày 31 tháng 8 năm 1930. Giáo xứ St. Joseph được thành lập vào năm 1931, tiếp quản một phần lãnh thổ của Giáo xứ St. Andrew và nhà thờ mới được hoàn thành vào tháng 12 năm 1931. Vào ngày 4 tháng 9 năm 1932, Nhà thờ St.Joseph được Đức Hồng y Adolf Bertram (1859-1945), Đức Tổng Giám mục Breslau phong thánh.

## Kiến trúc
Lối vào của nhà thờ tượng trưng cho "Porta Sacra" (Cổng vào thiên đường), với hai cổng vòm tròn hỗ trợ một màn hình xây gồm 12 vòm nhỏ hơn. Ở phía đông là một tòa tháp với 40 cửa sổ hình vòm tượng trưng cho 40 năm người Israel lang thang qua Sinai từ Ai Cập đến Canaan.
Nội thất dài 67,5 mét và rộng 26 mét. Các phòng trước với bàn thờ được nâng lên 2 mét so với sàn nhà; bên dưới là Nhà nguyện của Miner với 10 cửa sổ hình vòm, có bàn thờ Thánh Barbara được xây dựng bởi những người khai thác than từ những năm 1930.
Một trong những cửa sổ kính màu trong nhà thờ cho thấy ba cảnh trong thánh thư liên quan đến Bí tích Thánh Thể, và một cảnh khác cho thấy Thánh gia. Đằng sau và phía trên lối vào là một cửa sổ hoa hồng.